# 終遠のヴィルシュ -ErroR:salvation-
『終遠のヴィルシュ -ErroR:salvation-』（しゅうえんのヴィルシュ　エラーサルベーション）は、オトメイトより2021年10月7日に発売されたNintendo Switch用ゲームソフト。

## 概要
2020年11月20日に完全新作ゲームとして発表され、2021年4月20日に発売日、出演キャスト情報、特典情報が公開、また公式サイトもオープンした。
2022年9月3日・4日に開催された「オトメイトパーティー2022」にてファンディスク「終遠のヴィルシュ -EpiC:lycoris-」の制作が発表された。
2024年12月に舞台化されている。

## あらすじ
舞台は西ヨーロッパの小国・アルペシェール。ここで生まれた人々は23歳で必ず死に至ってしまう呪いを受けており、その為アルペシェールは「死神に魅入られた国」と呼ばれていた。この呪いに抗うため長年研究を続けた結果、23歳までに肉体を捨て、記憶のダウンロードを行うことで永続的に生き続けるシステムを開発する。この記憶のダウンロードシステムによって生き続ける人々は「リライバー」と呼ばれていた。主人公は、関わる人が次々と不幸になることから「死神」と呼ばれており、忌み嫌われていた。だが「死の番人」と名乗るアンクゥと出会ったことにより、この国に巣食う死の呪いの謎に近づくことになる。

## 登場人物

### メインキャラクター
セレス
※名前変更可能
「死に魅入られた運命と決別する少女」
18歳。
本作の主人公。両親は主人公が物心つく前に亡くなっている。関わる人が次々と不幸になってしまうことから「死神」と呼ばれる。
普段は主人公が身を寄せている施設の手伝いをしている。
イヴ
声 - 斉藤壮馬
「人を愛する運命を享受する男」
18歳。
自警団の一員でありながら、クルーンと呼ばれる便利屋を営んでいる。真面目で誠実な人柄で、人望も厚い。博愛主義者。
幼い頃に事故に遭い、顔に火傷を負っている。
リュカ・プルースト
声 - 平川大輔
「人を導く運命を切望する男」
22歳。
教会や養護施設を回る訪問教師として働いている。几帳面で人当たりもよく、正義感も強い一面も度々見せることがある。信心深い。
病気の妹がおり、頻繁に病院を訪ねている。
マティス・クロード
声 - 天﨑滉平
「人を赦す運命を拒絶した男」
17歳。
クロード家当主であり、富裕区で暮らしている。読書が好きな気弱な少年。
敬愛していた兄を死刑執行人「ブロー」に殺され、復讐を誓っている。
シアン・ブロフィワーズ
声 - 細谷佳正
「人を生かす運命に熱狂した男」
23歳（肉体年齢）。
国立研究所所長。「記憶のダウンロード」システムを開発した張本人。本人も「リライバー」として長い間生き続けている。
効率主義者。人は使い捨ての道具であると思っており、自分や他人の命も研究材料として捉える思考を持っている。
アドルフ
声 - 八代拓
「人を求める運命と共鳴する男」
21歳。
自警団のリーダー。主人公と同じ施設で育ち、彼女にとっては兄のような存在。
ぶっきらぼうな言葉遣いで喋るが根は優しく、困っている人を放っておけない性格。
アンクゥ
声 - 興津和幸
「死を司る運命を翻弄する男」
年齢不詳。
「死の番人」を名乗る謎の人物。主人公に近づき、アルペシェールに巣食う死の謎を追うよう持ちかける。

### サブキャラクター
サロメ
声 - 桑島法子
21歳（肉体年齢）。主人公が暮らす養護施設を切り盛りしている。彼女自身も記憶のダウンロードによって生き延びた「リライバー」。
ヒューゴ
声 - 山下誠一郎
22歳（肉体年齢）。イヴの親友であり、共にクルーン（便利屋）を営んでいる。自警団の一員。
ダハト
声 - 土岐隼一
15歳（肉体年齢）。国立研究所副所長。シアンに次ぐ天才と呼ばれている。
ナディア・プルースト
声 - 久保田梨沙
12歳。リュカの妹。原因不明の病で入院生活を送っている。
カプシーヌ
声 - 沢城千春
22歳。ナディアが入院している病院の院長。また、リライバーを悪と捉えている「エクソシスト教団」の7代目教祖でもある。
ジャン
声 - 高塚智人
19歳。クロード家で執事を務める青年。

## スタッフ
- ディレクター - 吉田ミサ
- プロデューサー - 立松文悦
- イラストレーター - 読
- メインシナリオライター - 中山智美
- サブシナリオライター - 夕月、浅海藍子

## 主題歌
オープニング主題歌「リコリスの愛」
アーティスト - LOVERIN TAMBURIN
作詞 - aya(LOVERIN TAMBURIN) × MY / 作曲 - aya(LOVERIN TAMBURIN)
エンディング主題歌「終遠の夢」
アーティスト - LOVERIN TAMBURIN
作詞・作曲 - aya(LOVERIN TAMBURIN)

## 朗読劇
長編朗読劇イベント『オトメイトドラマティックシアター』として公演。
制作・運営：ムービック・プロモートサービス、主催：アイディアファクトリー。
- vol.3 終遠のヴィルシュ -RequieM:memory-：2023年7月2日、大宮ソニックシティ 大ホール、昼夜2公演[7]
- vol.3re 終遠のヴィルシュ -LyriC:memory-、2025年6月15日、TFTホール1000、昼夜2公演[8]

## 舞台
舞台『終遠のヴィルシュ -ErroR:salvation- Case. Scien Brofiise』が2024年12月19日から29日までシアターサンモールで上演された。脚本・演出は粟島瑞丸。

### キャスト
出典：
- シアン・ブロフィワーズ：北出流星
- セレス：太田夢莉
- イヴ：北村健人
- リュカ・プルースト：佐野真白
- マティス・クロード：永島龍之介
- アドルフ：高本学
- アンクゥ：林光哲
- サロメ：石井陽菜
- ヒューゴ：中田凌多
- ダハト：古賀瑠
- 橋本征弥 / 小泉丞 / 久保春 / 大塚優希 / 竜崎新大

## 関連書籍
- 終遠のヴィルシュ -ErroR:salvation- 公式ビジュアルファンブック（2022年8月31日、KADOKAWA）[9]
- 終遠のヴィルシュ -EpiC:lycoris- 公式ビジュアルファンブック（2024年7月1日、KADOKAWA）[10]